# Ванчес

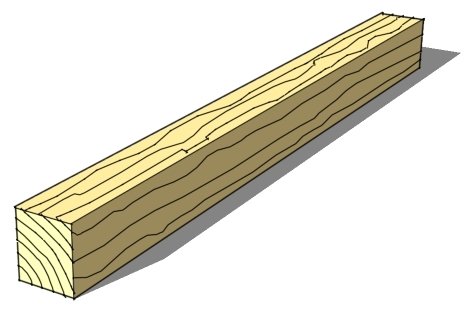
Ванчес четырёхкантный

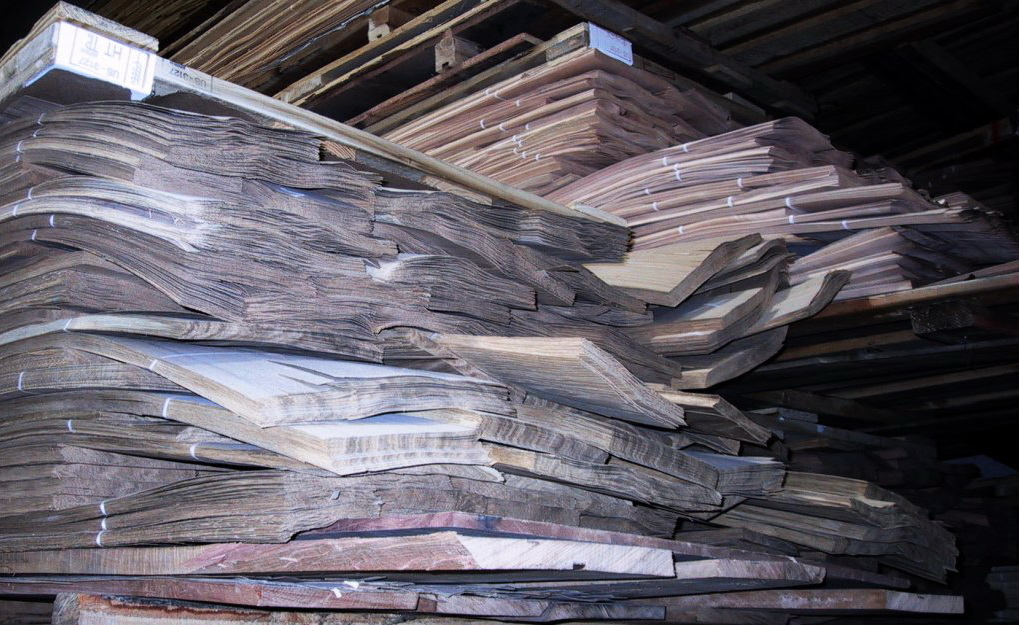
Кноли — послойные пачки шпона, строганого из дубовых ванчесов

Ва́нчес — высокосортный трехкантный или четырехкантный брус для строгания шпона.

## Сырьё
Ванчесы заготавливают путём раскроя брёвен на лесопильном оборудовании. Для производства ванчесов отбирают самые высокосортные бревна (1—2 сортов), поскольку это позволит произвести большее количество шпона высокого качества.
Длина ванчеса минимум 1,5 м и далее с градацией по длине — 0,1 м. Минимальный диаметр бревна для получения ванчесов зависит от породы древесины: для клёна, граба, ореха — это 22 см; для дуба, бука, ясеня — 26 см; а для красного дерева — 40 см.

## Подготовка перед строганием
При строгании ванчесов, предварительно производят их гидротермическую обработку в пропарочных камерах для улучшения качества резания древесины за счет уменьшения ее твердости. Для получения из ванчеса качественного шпона температура древесины должна быть в диапазонах: для ольхи, березы, бука, ореха — 30—50 °C, для мягких хвойных пород (ель, пихта, кедр) — 35—55 °C, для более твёрдых хвойных сосны и лиственницы — 40—60 °C, для дуба — 60—80 °С. Очень важным при этом является ровность температуры по всему объему древесины, поэтому по окончании пропарки и перед строганием ванчес выдерживают 2—3 часа.

## Строгание
Строгание ванчесов осуществляется на шпонострогальных станках:
- горизонтальных — движение резания сообщается ножу и производится в горизонтальной плоскости, при этом ванчес остается неподвижным, а в конце холостого хода ножевого суппорта ванчес перемещается вверх на заданную толщину (толщину шпона). Резание ведется с наклоном строгального ножа к продольной оси ванчеса (направлению волокон) под углом 10—12°, что позволяет при входе в древесину уменьшить усилие на ноже.
- вертикальных — ванчес совершает возвратно-поступательные прямолинейные  перемещения в вертикальной плоскости, а строгальный нож остается неподвижным.
- роторных. —  ванчес закреплен на поворотной станине, а нож совершает поступательные движения

Шпон, получаемый при строгании, укладывают в кноли — стопы, полученные из одного ванчеса в порядке его строгания.